# Il giustiziere della notte - Death Wish
Il giustiziere della notte - Death Wish (Death Wish) è un film del 2018 diretto da Eli Roth.
Il film è un remake de Il giustiziere della notte del 1974, a sua volta basato sull'omonimo romanzo del 1972 di Brian Garfield. Protagonista del remake è Bruce Willis che veste i panni di Paul Kersey (interpretato nel film del 1974 da Charles Bronson), un medico che diventa un giustiziere per vendicare la morte della moglie.

## Trama
Il chirurgo traumatologico Paul Kersey vive con sua moglie, Lucy, e sua figlia, Jordan, a Chicago. Quando la famiglia visita un ristorante con il fratello di Paul, Frank, Miguel il cameriere copia segretamente il loro indirizzo dopo aver sentito che hanno intenzione di andare fuori quella sera. Tuttavia, Paul viene improvvisamente chiamato in ospedale e Jordan e Lucy tornano a casa proprio mentre arrivano tre criminali armati. Lucy viene uccisa e Jordan lasciata in coma per essere stata duramente picchiata.
Paul si sente frustrato dalla mancanza di progressi della polizia sul caso e pensa di acquistare un'arma da fuoco. Quando un membro di una banda viene portato in ospedale e la sua pistola cade, Paul la prende di nascosto e si esercita a sparare. Successivamente la usa per fermare un furto d'auto e per imperizia nell'usare un'arma si ferisce alla mano sparando. Un video del furto d'auto, messo in rete diventa virale, facendo guadagnare a Paul il soprannome di "Tristo Mietitore". Dopo aver curato un ragazzo che è stato aggredito per essersi rifiutato di vendere droga per uno spacciatore che si fa chiamare "l'uomo dei gelati", Paul spara allo spacciatore in pieno giorno uccidendolo.
I notiziari mostrano opinioni divise di sostegno e condanna della guerra in via di sviluppo di Paul contro la criminalità. Dopo aver realizzato che uno dei suoi pazienti deceduti è Miguel, Paul prende il suo telefono e riesce ad arrivare a un negozio di liquori che custodisce nel magazzino merce rubata. Il proprietario, Trebol, riconosce Paul e invia un messaggio a un altro criminale, Fish. Ma quando Fish arriva, uccide accidentalmente Trebol mentre cerca di sparare a Paul. Fish identifica il secondo membro del gruppo degli aggressori della famiglia Kersey, Joe, prima che Paul lo uccida. Trovato Joe in una carrozzeria, Paul lo tortura e prima di morire Joe rivela che il terzo rapinatore, quello che ha ucciso Lucy, si chiama Knox.
Knox chiama Paul, organizzando un incontro nel bagno di una discoteca dove in un conflitto a fuoco i due si feriscono a vicenda. Paul riesce a scappare mentre Knox va dalla polizia e fornisce loro una descrizione fisica del giustiziere. Arrivato a casa, Paul rivela a suo fratello Frank come stanno le cose, e Frank, interrogato dagli investigatori su dove si trovi suo fratello, riesce a coprirlo.
Una settimana dopo Paul lascia l'ospedale con la figlia Jordan che si è ripresa mentre Knox prepara un'imboscata a casa sua. Paul intravede un ragazzo che corre attraverso il prato e ordina a Jordan di nascondersi e chiamare la polizia. Dopo aver ucciso gli amici di Knox, Paul viene colpito e ferito da Knox, ma riesce a tirare fuori un fucile nascosto che aveva acquistato in precedenza e lo uccide. La polizia arriva e accetta la storia di Paul dopo che lui ha lasciato intendere che ha chiuso con la sua guerra contro la criminalità.
Mesi dopo, Paul lascia Jordan alla New York University. Poco dopo vede un ragazzo che ruba una borsa e mima il gesto di puntargli contro una pistola con le dita.

## Produzione

### Sviluppo
Lo sviluppo del film è iniziato nel 2006, quando Sylvester Stallone ha annunciato che avrebbe diretto e interpretato un remake di Il giustiziere della notte. Ma nel dicembre 2006, Stallone annunciò ufficialmente che non avrebbe più realizzato il remake a causa delle divergenze creative con la produzione. In una intervista del 2009 con MTV, però, Stallone affermò che stava nuovamente considerando il progetto.
A fine gennaio 2012, The Hollywood Reporter ha dichiarato che un remake del film era stato confermato e che Joe Carnahan avrebbe curato la regia e la sceneggiatura. Il film è stato originariamente pensato per Liam Neeson come protagonista. Tuttavia, Carnahan ha lasciato il film nel 2013, venendo sostituito da Gerardo Naranjo,  con Benicio Del Toro nel ruolo principale, ma anche questo progetto non è andato in porto.
Quattro anni dopo, a marzo 2016, la Metro-Goldwyn-Mayer e la Paramount Pictures annunciano che i registi israeliani Aharon Keshales e Navot Papushado avrebbero diretto il film con Bruce Willis come protagonista. A maggio 2016, Keshales e Papushado hanno abbandonato il progetto dopo che gli studios non hanno permesso loro di riscrivere la sceneggiatura. A giugno 2016, Eli Roth è stato assunto per dirigere la pellicola.

### Budget
Il budget del film è stato di 30 milioni di dollari.

### Riprese
La lavorazione è iniziata a fine settembre 2016 a Chicago. A ottobre la produzione si è spostata in Québec, Canada, nelle città di Montréal e Lachine.

## Distribuzione
La distribuzione nelle sale cinematografiche statunitensi era inizialmente prevista per il 22 novembre 2017, successivamente slittata al 2 marzo 2018.

## Accoglienza

### Incassi
Nel fine settimana d'esordio negli Stati Uniti il film ha incassato 13 milioni di dollari, classificandosi al terzo posto del box office dietro a Black Panther e Red Sparrow. Al 15 aprile 2018 il film ha incassato globalmente 41,2 milioni di dollari, di cui 33,7 milioni negli Stati Uniti. Il film può essere considerato anche come il sesto capitolo della saga.